# Michael Toepell
Michael-Markus Toepell (* 21. Juli 1951 in Traunstein; † 1. August 2024) war ein deutscher Mathematiker, Mathematikdidaktiker und Hochschullehrer.

## Leben und Wirken
Michael Toepell studierte Mathematik, Physik, Astronomie, Pädagogik und Philosophie an der Universität München und schloss dieses Studium mit dem Staatsexamen für das Lehramt an höheren Schulen ab. Zunächst war er Referendar am Luitpold-Gymnasium München und anschließend als Studienrat am Ludwigsgymnasium München tätig. 1984 promovierte er an der Universität München und war dort bis 1992 als Akademischer Rat tätig. Im Jahre 1992 erfolgte seine Habilitation. Nach einer Vertretungsprofessur an der Universität Erlangen-Nürnberg 1992/93 wurde Toepell Professor für Grundschuldidaktik Mathematik an der Universität Leipzig und lehrte dort bis zu seiner Emeritierung 2017. Von 1996 bis 1999 und 2004 war der Direktor des Instituts für Grundschulpädagogik. 2011 wurde ihm eine Honorarprofessur an der Universität Pécs in Ungarn zuteil.
Toepell beschäftigte sich überwiegend mit der Didaktik des Faches Mathematik, aber auch mit der Mathematikgeschichte (insbesondere mit dem Mathematiker David Hilbert) und wirkte in diesem Zusammenhang in verschiedenen Fachgremien mit.

## Veröffentlichungen (Auswahl)
- Zur Schlüsselrolle Friedrich Schurs bei der Entstehung von David Hilberts "Grundlagen der Geometrie". In: Menso Folkerts (Hrsg.): Mathemata. Festschrift für Helmuth Gericke (= Boethius, Bd. 12). Steiner, Wiesbaden 1985, S. 637–650, ISBN 3-515-04324-1.
- Über die Entstehung von David Hilberts "Grundlagen der Geometrie" (= Studien zur Wissenschafts-, Sozial- und Bildungsgeschichte der Mathematik, Bd. 2). Vandenhoeck & Ruprecht, Göttingen 1986, ISBN 3-525-40309-7 (= Dissertation Universität München).
- Projektive Geometrie in der Schule? – Anmerkungen zu einem vergessenen Gebiet. In: Günter Pickert (Hrsg.): Mathematik erfahren und lehren. Festschrift für Hans-Joachim Vollrath. Klett, Stuttgart 1994, S. 228–236.
- (Hrsg.): Mitgliedergesamtverzeichnis der Deutschen Mathematiker-Vereinigung 1890–1990. Deutsche Mathematiker-Vereinigung, München 1991.
- Zum 50. Todestag von David Hilbert. Aus Leben und Werk. In: Acta Borussica, Bd. 5 (1995), S. 206–226.
- Mathematiker und Mathematik an der Universität München. 500 Jahre Lehre und Forschung (= Algorismus, Bd. 19). Institut für Geschichte der Naturwissenschaften, München 1996, ISBN 3-89241-020-8 (= Habilitationsschrift Universität München).
- (Hrsg.): Mathematik im Wandel. Anregungen zu einem fachübergreifenden Mathematikunterricht. Drei Bände. Franzbecker, Hildesheim 1998–2006.
- (Hrsg.): David Hilbert / Grundlagen der Geometrie. Hrsg. und mit Anhängen vers. von Michael Toepell (= Teubner-Archiv zur Mathematik. Supplement, Bd. 6). 14. Aufl. Teubner, Stuttgart/Leipzig 1999, ISBN 3-519-00237-X.
- Mathematikunterricht im Spannungsfeld zwischen Normierung und Individualisierung. In: Peter Loebell/Ernst Schuberth (Hrsg.): Menschlichkeit in Pädagogik und Erziehungswissenschaft. Klinkhardt, Bad Heilbrunn 2012, S. 186–204, ISBN 3-7815-1877-9.
- Zur spirituellen Dimension mathematischer Bildung. In: Peter Loebell (Hrsg.): Spiritualität in Lebensbereichen der Pädagogik. Diskussionsbeiträge zur Bedeutung spiritueller Erfahrungen in den Lebenswelten von Kindern und Jugendlichen. Budrich, Opladen 2015, S. 281–301, ISBN 978-3-8474-0804-8.
- Perspektiven einer kindgerechten mathematischen Bildung. In: Edwin Hübner/Leonhard Weiss (Hrsg.): Resonanz und Lebensqualität. Weltbeziehungen in Zeiten der Digitalisierung. Pädagogische Perspektiven. Budrich, Opladen 2020, S. 369–399, ISBN 978-3-8474-2374-4.

Festschrift
- Simone Reinhold & Katrin Liebers (Hrsg.): Mensch – Raum – Mathematik. Historische, reformpädagogische und empirische Zugänge zur Mathematik und ihrer Didaktik. Festschrift für Michael Toepell (= Festschriften der Mathematikdidaktik, Bd. 4). WTM, Verlag für wissenschaftliche Texte und Medien, Münster 2017, ISBN 978-3-95987-037-5 (Ausgewählte Schriften von Michael Toepell S. 203ff.).